# From Russia with Love
From Russia with Love (Agent 007 jages) er en britisk actionfilm fra 1963. Filmen er den anden i EON Productions serie om den hemmelige agent James Bond, der blev skabt af Ian Fleming. Den er baseret på Flemings roman af samme navn. Filmen følger romanen nogenlunde, idet organisationen SPECTRE dog har erstattet de sovjetiske efterretningstjenester som fjenden. Desuden er der tilføjet en flugt fra Jugoslavien til Venedig.
En medvirkende årsag til valget af netop From Russia with Love som genstand for filmatisering var, at den amerikanske præsident John F. Kennedy et par år forinden havde oplistet den blandt sine ti favoritromaner og følgelig hjulpet på salget. Den færdige film blev den sidste, han nåede at se.
En nyskabelse i filmen var forfilmen, en ide der blev følgende blev fast inventar og hyppigt kopieret. Endnu en nyskabelse var slutteksten "James Bond will return in ...", i dette tilfælde Goldfinger. Ny var også Desmond Llewelyn, der her for første gang ud af sytten spillede rollen som Q. Peter Burton havde spillet rollen i den første film, Dr. No, men var ikke ledig. Derudover lærer man også for alvor terrororganisationen SPECTRE at kende i filmen, idet den blev indsat som fjende af politiske grunde. Internt er soveværelsesscenen med Bond og Tatiana senere blevet brugt flere gange til prøveindspilninger med potentielle Bond'er og Bond-piger.

## Plot
Terrororganisationen SPECTRE vil hævne Dr. No og spille briterne og russerne ud mod hinanden. Den russiske agent Tatiana Romanova narres til at lokke Bond til Istanbul, idet hun angiveligt vil hoppe af sammen med kodemaskinen Lektor. Bond får hjælp af Secret Services mand i Istanbul, Kerim Bey. Men den hemmelige krig bryder ud i Istanbul og fortsætter på Orientekspressen.

## Medvirkende
- Sean Connery – James Bond
- Daniela Bianchi – Tatiana Romanova
- Pedro Armendariz – Kerim Bey
- Lotte Lenya – Rosa Klebb
- Robert Shaw – Donald Grant
- Vladek Sheybal – Kronsteen
- Walter Gotell – Morzeny
- Eunice Gayson – Sylvia Trench
- Aliza Gur – Vida
- Martine Beswick – Zora
- Bernard Lee – M
- Desmond Llewelyn – Major Boothroyd (Q)
- Lois Maxwell – Miss Moneypenny

I slutteksten står der et ? ud for Blofeld. Rollen blev spillet af Anthony Dawson, men stemmen tilhørte Eric Pohlman.
Pedro Armendariz nåede ikke at se den færdige film. Han led af kræft under indspilningerne. Da det blev kendt, fik scenerne med ham topprioritet. Han begik efterfølgende selvmord på hospitalet små fire måneder før premieren.

## Citater
- I løbet af filmen benytter britiske agenter ved flere lejligheder en genkendelseskode. Den blev imidlertid afluret af Donald Grant, der bruger den til at udgive sig for at være en britisk agent.

James Bond: "Pardon me, do you have a match?"
Kerims chauffør: "I use a lighter."
James Bond: "Better still."
Kerims chauffør: "Until they go wrong."
James Bond: "Exactly."
(Undskyld mig, har du en tændstik? – Jeg bruger en lighter. – Det er bedre. – Indtil de går i stykker. – Præcist.)
- Kerim Bey har en helt unik måde at sikre sig sine underordnedes loyalitet:

Kerim Bey: "All of my key employees are my sons. Blood is the best security in this business."
(Alle mine ansatte er mine sønner. Blod er den bedste sikkerhed i den her branche.)
Og sønner har Kerim Bey tilsyneladende ingen mangel på. I bogen nævnes hele elleve.
- Blofeld sammenligner SPECTRE med kampfisk:

Ernst Blofeld: "Siamese fighting fish, fascinating creatures. Brave, but of the whole stupid. Yes they're stupid. Except for the occasional one, such as we have here, who lets the other two fight. While he waits. Waits until the survivor is so exhausted, that he cannot defend himself, and then like SPECTRE... he strikes!"
Rosa Klebb: "I find the parallel... amusing."
Ernst Blofeld: "Our organization did not arrange for you to come over from the Russians just for amusement, Number 3."
(Siamesiske kampfisk, fascinerende skabninger. Modige, men dumme. Ja de er dumme. Undtagen enkelte eksemplarer, som den vi har her, der lader de to andre kæmpe. Mens han venter. Venter indtil den overlevende er så udmattet, at den ikke kan forsvare sig selv, og så ligesom SPECTRE... slår han til! – Jeg finder sammenligningen... morsom. – Vores organisation arrangerede ikke at du kom herover fra russerne blot for morskab, Nummer 3.)

## Hjælpemidler
- Biltelefon – Langt fra hvermandseje i 1963, men Bond har en.[8]
- Kuffert – Nyt standardudstyr for 00-agenter. Skjult kniv, 50 guldmønter og plads til en sammenklappelig riffel. Desuden en tåregaspatron, der udløses, hvis man ikke åbner kufferten på en speciel måde.[9]
- Sko med forgiftet spids – En SPECTRE-agent bruger en sådan sko mod Kronsteen, der bliver dræbt på tolv sekunder. Blofeld vil dog have noget, der er hurtigere.[9]
- Armbåndsur med pianotråd – Grants yndlingsvåben, som han kvæler fjender med.[9]
- Kamera med båndoptager – I stedet for at tage billeder, optager den Tatianas oplysninger om Lektoren, så M med flere senere kan finde ud af, om hun taler sandt.[9]
- Lektor – Russisk kodeapperat på størrelse med en skrivemaskine. SPECTRE bruger den til at lokke Bond i en fælde med bagtanke om siden at sælge den tilbage til russerne.[9]

## Lokaliteter i filmen
- London
- Istanbul
- Beograd
- Zagreb
- Venedig
- Orientekspressen
- SPECTRE Island (fiktiv)

## Optagesteder
- Pinewood Studios, London
- Schweiz
- Argyll, Skotland
- Istanbul
- Madrid

## Titel-melodi
| Film:                 | År:  | Musikansvarlig: | Sangtitel:                   | Komponeret af: | Fremført af:            |
| --------------------- | ---- | --------------- | ---------------------------- | -------------- | ----------------------- |
| From Russia With Love | 1963 | John Barry      | From Russia With Love (sang) | Lionel Bart    | John Barry & Matt Monro |